# Elfino Mortati
Elfino Mortati (Montebelluna, 11 settembre 1959) è un ex terrorista italiano, protagonista di alcuni episodi poco chiari durante gli anni di piombo.

## Biografia
Nato in Veneto ma di origini sarde, frequentava gli ambienti dell’estremismo di sinistra. Frequentava gruppi di ragazzi che si ritrovavano a Prato in piazza delle Carceri, in piazza San Francesco e al bar Haiti, e forse anche frange più estremiste a Firenze.
Appena diciottenne, studente molto attivo in assemblee, cortei e iniziative, era fortemente influenzato dalle ideologie che prevedevano di sovvertire l’ordine economico e sociale con la violenza, forse anche a causa di carattere facilmente suggestionabile o della fragilità di ragazzo cresciuto nelle difficoltà economiche, in un'epoca in cui a Prato sembravano tutti ricchi.
Raccontò in seguito di essere stato contattato da due coetanei fiorentini per un’azione dimostrativa, con esproprio proletario o con un ordigno incendiario contro il notaio che custodiva le cambiali degli acquisti a rate della concessionaria Fiat e quindi ai loro occhi era uno che faceva strozzinaggio a danno degli operai.

### L’attentato al notaio Spighi (1978)
Il giorno 9 febbraio 1978 i tre fecero un sopralluogo e si lasciarono dandosi appuntamento per il giorno dopo; Elfino passò poi la serata con amici al bar. Il giorno 10 febbraio, intorno alle 11,30 si ritrovò al bar Haiti con i due fiorentini e insieme si diressero verso lo studio del notaio a poche decine di metri. Avrebbero dovuto avere con sè una molotov nella borsa a tracolla di Elfino, ma invece portavano due pistole. Dopo l’irruzione di due dei tre partecipanti all’azione, camuffati da calzamaglie, i fatti si fanno confusi. Nella testimonianza poi resa da Mortati egli negò di aver sparato il solo colpo che ferì mortalmente il notaio, che aveva reagito energicamente credendo a una ragazzata. Il tribunale però, grazie alla testimonianza dei presenti nello studio del notaio, ritenne che Elfino fosse l’esecutore dell’omicidio, riconosciuto per il suo cappotto loden grigio e per la corporatura.
Per un’incredibile coincidenza, negli stessi giorni, a pochi metri di distanza dall’ufficio in cui avvenne l’omicidio terrorista, il futuro capo delle BR, Giovanni Senzani, organizzava dalla sua scrivania nella sede del “Progetto Prato” di via del Ceppo Vecchio, in locali attigui alla biblioteca, i suoi corsi di formazione per lavoratori, finanziata dalla Regione Toscana.
Dopo la fuga Elfino lasciò cappotto e borsa con le pistole nel bar della signora Pisani Adalgisa in via della Pallacorda, posto dietro lo studio del notaio e raggiunto attraverso il passaggio coperto, e scappò verso il quartiere del Soccorso (dove abitava in via Siena 16, con la zia Caterina). Venne rapidamente identificato ma aveva subito lasciato la città rendendosi latitante.
Il 14 febbraio venne trovato un volantino, firmato “Lotta armata per il comunismo”, dopo una telefonata anonima, che rivendica l’attentato. A Prato invece fu distribuito un volantino che protestava l’innocenza di Mortati.
Mortati venne catturato a Pavia il 4 luglio 1978, dopo cinque mesi e senza documenti. In tasca, a dimostrazione che Mortati in certo senso era uno sprovveduto, aveva un foglietto con su scritto Brigate rosse e la falce e martello. Negli interrogatori scagionò completamente tutti i suoi amici pratesi, anche quelli che, dal verbale d’interrogatorio, aveva incontrato nelle ore precedenti e seguenti il fattaccio (Rosalba, Ademaro, Geppino, Luigino, Ignazio).
Non fece mai i nomi dei suoi presunti complici fiorentini che, secondo quanto dichiarerà in seguito, appartenevano a famiglie benestanti e successivamente ai fatti si sarebbero fatti una vita normale, lontano dalle proprie responsabilità.
Nel corso dei primi interrogatori avvenuti in Pavia e Firenze, dimostrò di voler collaborare (atteggiamento insolito in quel periodo) e dichiarò che prima dell’omicidio del notaio Spighi era stato avvicinato, quale esponente di primo piano del “Collettivo Contropotere”, sia da elementi di Prima Linea che dalle Brigate Rosse di Firenze. Forse millantava, ma certamente qualche collegamento con organizzazioni importanti lo doveva pur aver avuto per riuscire a stare vari mesi in latitanza.
Dunque un delitto su cui ancora non conosciamo la verità, nascosta nella memoria di Elfino Mortati, che forse fece una pazzia personale oppure fu il capro espiatorio non solo dell’uccisione del notaio ma di tutta un’epoca in cui molti urlavano parole d’ordine che poi qualcuno come lui prendeva sul serio.
Dopo l’attentato al notaio Spighi, iniziò a Prato il processo di normalizzazione. Molti dei protagonisti delle lunghe e mirevoli filippiche alle affollate assemblee studentesche si sono rapidamente distaccati dal cosiddetto mondo extraparlamentare: coloro che hanno potuto si sono tenuti lontati dalla galera, toccata a Elfino e non solo, e dalla droga, toccata ad altri; molti si sono avviati verso un’anonima ma tranquilla vita da impiegati; altri si sono riciclati (a volte grazie all'appartenenza a classi sociali medio-alte) in tranquilli professionisti, uomini di cultura, politici.
Ma la Storia passa anche dalle piccole città: Mortati dichiarò anche che la sua latitanza dopo Firenze e Sesto Fiorentino, si era svolta a Roma in contatto con elementi che a lui erano sembrati legati alle Brigate Rosse, proprio durante il sequestro Moro. Nel corso della latitanza (dal febbraio ai primi di giugno 1978) Mortati aveva infatti abitato in un appartamento di via dei Bresciani, e aveva pernottato diverse volte in altri due covi, situati nella zona del Ghetto che già era all’attenzione degli inquirenti.
A seguito di tali dichiarazione, e della disponibilità a collaborare di Mortati, il giudice istruttore Ferdinando Imposimato e il collega Rosario Priore caricarono Mortati su un pulmino dei carabinieri e girarono, soprattutto di notte, in lungo e in largo, anche a piedi per il Ghetto, senza alcun risultato ma spiati dai servizi segreti.
Dopo poco la disponibilità di Mortati si interruppe bruscamente con la ritrattazione di quanto già dichiarato (impedendo di approfondire anche le informazioni già date sull’eversione toscana). Questo a causa dell’inspiegabile fuga di notizie e la conseguente rivelazione su “La Nazione” di questa sua collaborazione, fatta dal giornalista Guido Paglia.
Anche il padre di Elfino intervenne con un’intervista per dire che le rivelazioni fatte dal figlio erano false, estorte dalla polizia con pressioni e promesse di denaro. Il ragazzo terrorizzato dalle minacce, evidentemente ricevute dall’organizzazione clandestina, durante il processo assunse il classico atteggiamento antagonista, contestando la corte, imprecando e leggendo proclami. Incredibilmente lo stesso atteggiamento fu tenuto dai coimputati che si riveleranno innocenti, quanto meno dell’omicidio.

### Mortati al processo (1980)
Insieme con lui infatti vennero processati 19 presunti complici, individuati tra Prato, Firenze e Roma. Finirono nei guai anche la sua amica Rosalba di Prato e Guido Campanelli un vecchio partigiano attivista della rivista Resistenza Continua, che poco dopo si rifugiò in Gran Bretagna. I coimputati finirono per lo più assolti, tranne coloro che lo avevano aiutato materialmente durante la latitanza, ma Elfino subì una condanna a 30 anni.
In carcere, dopo un periodo da irriducibile e altre due condanne per minacce e tentata evasione, cominciò a studiare fino alla laurea in Storia del Cristianesimo e nel 1989 pubblicò il libro “Fede dietro le sbarre. Dalla parte della speranza” per testimoniare la propria conversione. Nello stesso anno partecipò al Meeting di Rimini e al Sinodo diocesano di Firenze. 

### Dopo il Carcere
Scontati 16 anni ottenne la semilibertà e Don Aiazzi (che lo conosceva da ragazzino) gli trovò un lavoro come insegnante nella scuola Casa del Fanciullo, affidandogli anche dei programmi radiofonici a Radio Antenna Toscana Uno, emittente radiofonica di Prato. Elfino poté così sposarsi e iniziare una nuova vita che però lentamente si sgretolò: prima la separazione, poi il tentativo di procurarsi stupefacenti con una ricetta farmaceutica falsa, poi ancora l’arresto nel 1998 per spaccio.
Nel 2004, dopo un periodo con il Gruppo Abele di don Ciotti, un nuovo arresto con la pesante accusa di traffico di droga e armi con l'eversione di sinistra e la criminalità organizzata calabrese.